# Dora Kolisch
Dora Kolisch (Selma Dorothea Elisabeth Kolisch; * 25. September 1887 in Neutomischel; † 1962) war eine deutsche Malerin in der Lausitz.

## Leben und Werk
Dora Kolisch war die Tochter des Preußischen Königlichen Amtsrichters und späteren Görlitzer Landgerichtsrats Ludwig Robert Albrecht Kolisch (1851–1926) und seiner Frau Selma Emma Albertine geb. Weise (1858–1939). Die Familie zog um 1889 nach Fraustadt und 1892 oder 1893 nach Görlitz, wohin der Vater jeweils berufen worden war.
Dora Kolisch besuchte von 1905 bis 1908 die Großherzoglich-Sächsische Kunstschule Weimar und von 1910 bis 1912 bei Albert Weißgerber und Max Feldbauer die Damenakademie des Künstlerinnenvereins München, dem sie angehörte. 1914 unternahm sie eine Studienreise nach St. Petersburg.
Ab 1918 arbeitete sie in Görlitz als freischaffende Künstlerin. Sie war u. a. Mitglied des Künstlerkreises Niederschlesien, der Freien Lausitzer Künstlervereinigung, der Arbeitsgemeinschaft der Lausitzer Bildenden Künstler und des Jacob-Böhme-Bunds, deren Ausstellungsmöglichkeiten sie nutzen konnte, und machte sich in Görlitz und darüber hinaus einen Namen als Malerin.
Dora Kolisch schuf vor allem Bildnisse und Landschaftsbilder. Sie gehörte zu der bedeutenden expressionistischen Kunstszene der Stadt, wandte sich aber in der zweiten Hälfte der 1920er Jahre der Neuen Sachlichkeit zu. In der Zeit des Nationalsozialismus galten ihre expressionistischen Werke als „entartet“. Sie wurde wohl nicht in die Reichskammer der bildenden Künste aufgenommen. Es sind für diese Zeit keine Ausstellungen bekannt. Dora Kolisch zog sich in die innere Emigration zurück.
Nach dem Ende des NS-Staats war sie weiter in Görlitz künstlerisch tätig, jedoch ohne deutliche Anerkennung zu finden. Sie wohnte mit ihrer jüngeren Schwester, der Zeichenlehrerin Elisabeth Anna Bertha Kolisch (* 1889), im Haus Konsulplatz 5, wo schon ihre Eltern gewohnt hatten.
Der künstlerische Nachlass Dora Kolischs befindet sich in den Görlitzer Sammlungen für Geschichte und Kultur. Mehrere ihrer Werke sind dauerhaft in der Galerie der Moderne im Kaisertrutz ausgestellt. Das Görlitzer Magazin veröffentlichte ab 2022 Auszüge aus dem Tagebuch Dora Kolischs, das sie mit 15/16 Jahren ein Jahr lang geführt hatte.

## Werke (Auswahl)
- Salome (um 1920; Ankauf für die Görlitzer Sammlungen)[4]
- Vorstadt am Abend (ca. 1928, Öl, 80,5 × 65 cm; Kulturhistorisches Museum Görlitz)[5]
- Demianiplatz im Winter (um 1930, Öl; zugeschrieben; Kulturhistorisches Museum Görlitz)[6]
- Die Berge des Heils (1950, Aquarell, 35 × 50 cm; Kulturhistorisches Museum Görlitz)[7]

## Ausstellungen (unvollständig)
- 1921: Görlitz („Jahresschau Görlitzer Künstler“)
- 1924: Berlin („Große Berliner Kunstausstellung“; mit Wanderer im Herbst, Öl)
- 1933: Bautzen („5. Ausstellung der Arbeitsgemeinschaft der Lausitzer Bildenden Künstler“; mit den Bildern Abziehendes Gewitter über Hinterhäusern und Bildnis)[8]
- 1949: Görlitz, Aula der 10. Grundschule („3. Jahresausstellung Lausitzer Bildender Künstler“)[9]

### Postum
- 2018/2019: Görlitz, Kaisertrutz („Unerhört! Expressionismus in Görlitz“)
- 2024: Görlitz: Kaisertrutz („Die Suchenden. Die Kunst des Jakob-Böhme-Bundes“)[10]